# Semjon Hrdý
Semjon Hrdý (7. září 1316 – 27. dubna 1353), kníže moskevský a veliký kníže vladimirský z dynastie Rurikovců, byl nejstarším synem a následníkem velikého knížete vladimirského a moskevského knížete Ivana I. Kality. Vládl v letech 1341–1353.
Za Semjonovy vlády se moskevské knížectví poprvé střetlo v přímém boji o západoruská území s Litvou, která využila smrti Ivana Kality a hned roku 1341 se neúspěšně pokusila získat Možajsk. Hlavní zájem litevského knížete Algirdase se ovšem upínal ke strategicky důležitému Smolensku. Ve smolenském knížectví postupně narůstal litevský vliv, proto Semjon využil roku 1352 zaneprázdněnosti Litvy problémy s Polskem a uherským královstvím a vtrhl do země. Konflikt skončil mírovou smlouvou, jejíž podmínky byly výhodné pro Moskvu a zajistily jí v případě dalšího konfliktu s Litvou neutralitu smolenských knížat.
Semjon pokračoval v upevňování knížecí moci, což vyvolalo obavy mocnějších moskevských bojarů o zachování jejich dosavadního postavení. Do formující se opoziční skupiny se zapojili i Semjonovi bratři Ivan a Andrej. Po porážce opozice s nimi uzavřel kníže roku 1350 smlouvu, v níž vymezil jejich podřízenost a povinnosti vůči seniorovi i vztah mezi velikým knížetem a ostatními knížaty. Dokument formuloval principy údělného systému a zachoval právo bojarů na odchod ze služby u jednoho knížete k druhému.
Semjon byl celkem třikrát ženatý a zplodil šest synů, avšak žádný z nich otce nepřežil. Dva nejmladší, ještě batolata, zemřeli ve stejném roce jako Semjon, pravděpodobně se stali jako on oběťmi morové epidemie. Kníže odkázal ve své závěti kníže majetek své ženě. Jeho nástupcem se stal mladší bratr Ivan II. Ivanovič.